# Preludio, fuga y allegro en mi bemol mayor, BWV 998
El Preludio, Fuga y Allegro en mi bemol mayor, BWV 998, es una composición musical escrita por Johann Sebastian Bach para laúd o clavecín. La obra fue compuesta más o menos en 1735. El manuscrito original con el título «Prelude pour la Luth. ò Cembal. Par J. S. Bach» fue vendido por Christie's el 13 de julio de 2016 por un valor de 2518500 libras esterlinas.

## Estructura

### Preludio
El Preludio es semejante a El clave bien temperado (cuyo segundo libro data de aproximadamente el mismo tiempo que esta obra), ya que contiene muchos arpegios. Justo antes de la coda hay una pausa en el movimiento, y luego un calderón sobre un acorde de séptima en tercera inversión con una suspensión muy rica. Contiene un curioso ejemplo de quintas paralelas explícitas en la mano izquierda durante el compás 46.

### Fuga
La Fuga es una de las tres únicas que Bach escribió en compás ternario con una repetición exacta de su sección inicial enmarcando una central que contrasta por su contrapunto.

### Alegro
El Allegro es una danza en compás binario con abundantes semicorcheas.

## Arreglo para guitarra
En su arreglo para guitarra suele interpretarse en re mayor con una afinación en D Drop. Juliam Bream la interpretó en una emisión de BBC2 para la televisión a comienzos de 1978 en la capilla de Todos los Santos del Castillo de Wardour. En 1994 la grabó en su álbum Bach Guitar Recital.